# Columna de los mil
La columna de los 1000 fue una manifestación de carácter anual que se realizó de 2008 a 2011 en el Sahara occidental, en los territorios liberados, frente al muro marroquí. 
Se trató de una acción promovida por la RASD para buscar apoyos internacionales y la implicación del gobierno de España en su causa.  A la primera convocatoria acudieron 2.500 españoles además de saharauis, italianos, argelinos, mauritanos y otras nacionalidades. Se celebró de manera simultánea a la 4ª ronda de las negociaciones de Manhasset. La organización de la edición de 2009 corrió a cargo de Conciencia Saharaui.
Recibió la advertencia de la misión especial de la ONU MINURSO por realizarse en una de las zonas con mayor concentración de minas del mundo.